# Danh sách câu lạc bộ vô địch Hàn Quốc
Vô địch bóng đá Hàn Quốc là đội vô địch giải đấu cao nhất của bóng đá Hàn Quốc, hiện tại là K League Classic.
Seongnam FC có bảy lần vô địch, giữ kỷ lục về số lần. Pohang Steelers năm lần, FC Seoul, Busan IPark và Suwon Samsung Bluewings đều có bốn lần lên ngôi. Seongnam FC của giai đoạn 1993–95 và 2001–03 là đội duy nhất giành chức VĐQG ba lần liên tiếp.

## Giải bóng đá bán chuyên Seoul (1939–1963)
- Trước khi có Giải bóng đá bán chuyên quốc gia, Giải bóng đá bán chuyên Seoul là giải đấu cao nhất trong Hệ thống các giải bóng đá Hàn Quốc.
- Bao gồm các đội bóng của các doanh nghiệp.

## Giải bóng đá bán chuyên quốc gia(1964–1982)
- Giải bóng đá bán chuyên quốc gia là một giải đấu bán chuyên. Giải bóng đá Hàn Quốc bao gồm nhiều giải đấu và không có nhà vô địch chung của một mùa giải.
- Giải đấu bao gồm nhiều các đội bóng doanh nghiệp, ngân hàng và quân đội tham dự.

| Mùa giải | Type        | Vô địch (số lần vô địch)                                                                  | Á quân                                                          | Vua phá lưới                                           |
| -------- | ----------- | ----------------------------------------------------------------------------------------- | --------------------------------------------------------------- | ------------------------------------------------------ |
| 1964     | Xuân        | Công ty Dệt may Keumseong (1) Công nghiệp Cheil (1)                                       |                                                                 |                                                        |
| 1964     | Thu         | Công ty Dệt may Keumseong (2)                                                             | Công ty Wolfram Hàn Quốc                                        |                                                        |
| 1965     | Xuân        | Công ty Dệt may Keumseong (3) Công ty Wolfram Hàn Quốc (1) Tập đoàn Điện lực Hàn Quốc (1) |                                                                 |                                                        |
| 1965     | Thu         | Công ty Wolfram Hàn Quốc (2)                                                              | Tập đoàn Than Hàn Quốc                                          |                                                        |
| 1966     | Xuân        | Sở Cảnh sát Seoul (1)                                                                     | Tập đoàn Điện lực Hàn Quốc                                      |                                                        |
| 1966     | Thu         | Công ty Wolfram Hàn Quốc (3) Sở Cảnh sát Seoul (2)                                        |                                                                 |                                                        |
| 1967     | Xuân        | Sở Cảnh sát Quốc gia (3)                                                                  | Xi măng Ssangyong                                               |                                                        |
| 1967     | Thu         | Tập đoàn Điện lực Hàn Quốc (2)                                                            | Công nghiệp Cheil                                               |                                                        |
| 1968     | Xuân        | Công ty Wolfram Hàn Quốc (4)                                                              | Tập đoàn Điện lực Hàn Quốc                                      |                                                        |
| 1968     | Thu         | Công nghiệp Cheil (2) Hậu cần Quân đội (1)                                                |                                                                 |                                                        |
| 1969     | Giai đoạn 1 | Tập đoàn Điện lực Hàn Quốc (3)                                                            | Công ty Wolfram Hàn Quốc                                        |                                                        |
| 1969     | Giai đoạn 2 | ?                                                                                         | ?                                                               |                                                        |
| 1970     | Xuân        | Công nghiệp Cheil (3)                                                                     | Công ty Wolfram Hàn Quốc                                        |                                                        |
| 1970     | Thu         | Ngân hàng Chohung (1)                                                                     | Korea Trust Bank FC                                             |                                                        |
| 1971     | Xuân        | Korea Trust Bank FC (1)                                                                   | Ngân hàng Ngoại hối Hàn Quốc Korea Housing & Commercial Bank FC |                                                        |
| 1971     | Thu         | Thủy quân lục chiến (1)                                                                   | Korea Trust Bank FC Ngân hàng Chohung                           |                                                        |
| 1972     | Xuân        | Korea Housing & Commercial Bank FC (1)                                                    | Thủy quân lục chiến                                             |                                                        |
| 1972     | Thu         | Korea Housing & Commercial Bank FC (2)                                                    | Thủy quân lục chiến                                             |                                                        |
| 1973     | Xuân        | Thủy quân lục chiến (2)                                                                   | Ngân hàng Kookmin                                               |                                                        |
| 1973     | Thu         | Korea Trust Bank FC (2)                                                                   | Quân đội                                                        |                                                        |
| 1974     | Xuân        | Ngân hàng Chohung (2)                                                                     | Quân đội                                                        |                                                        |
| 1974     | Thu         | Ngân hàng Thương mại Hàn Quốc (1) Quân đội (2)                                            |                                                                 |                                                        |
| 1975     | Xuân        | POSCO FC (1)                                                                              | Quân đội                                                        |                                                        |
| 1975     | Thu         | Ngân hàng Công nghiệp Hàn Quốc (1)                                                        | Công ty Bảo hiểm Ô tô Hàn Quốc                                  |                                                        |
| 1976     | Xuân        | Ngân hàng Ngoại hối Hàn Quốc (1) Korea Trust Bank FC (3)                                  |                                                                 |                                                        |
| 1976     | Thu         | Ngừng                                                                                     |                                                                 |                                                        |
| 1977     |             | Quân đội (3)                                                                              | POSCO FC                                                        |                                                        |
| 1978     | Xuân        | Seoul City FC (1) Hải quân (3)                                                            |                                                                 |                                                        |
| 1978     | Thu         | Công ty Bảo hiểm Ô tô Hàn Quốc (1)                                                        | Seoul City                                                      |                                                        |
| 1979     | Xuân        | Ngân hàng Công nghiệp Hàn Quốc (2)                                                        | Quân đội Chungeui                                               |                                                        |
| 1979     | Thu         | Ngừng                                                                                     |                                                                 |                                                        |
| 1980     | Xuân        | Seoul City FC (2) Quân đội Chungeui (4)                                                   |                                                                 |                                                        |
| 1980     | Thu         | Công ty Bảo hiểm Ô tô Hàn Quốc (2) Không quân Seongmu (1)                                 |                                                                 |                                                        |
| 1981     | Xuân        | Daewoo FC (1)                                                                             | Hải quân Haeryong                                               | Kang Sang-Kil (Korea Housing & Commercial Bank FC) (5) |
| 1981     | Thu         | POSCO FC (2)                                                                              | Quân đội Chungeui                                               |                                                        |
| 1982     |             | POSCO FC (3)                                                                              | Ngân hàng Kookmin                                               | Lee Tae-Yeop (Seoul City FC) (13)                      |

## Giải bóng đá Ngoại hạng Hàn Quốc(1983–1986)
- Các câu lạc bộ chuyên nghiệp và bán chuyên cùng tham dự giải đấu trong giai đoạn này

| Mùa giải | Vô địch (số lần vô địch)   | Á quân                 | Vua phá lưới                                  |
| -------- | -------------------------- | ---------------------- | --------------------------------------------- |
| 1983     | Hallelujah FC (1)          | Daewoo Royals          | Park Yoon-Gi (Yukong Elephants) (9 bàn)       |
| 1984     | Daewoo Royals (2)          | Yukong Elephants       | Baek Jong-Chul (Hyundai Horangi) (16)         |
| 1985     | Lucky-Goldstar Hwangso (1) | POSCO Atoms            | Piyapong Pue-On (Lucky-Goldstar Hwangso) (12) |
| 1986     | POSCO Atoms (4)            | Lucky-Goldstar Hwangso | Chung Hae-Won (Daewoo Royals) (10)            |

## Giải bóng đá chuyên nghiệp Hàn Quốc(1987–1997)
- Chỉ có các câu lạc bộ chuyên nghiệp tham dự giải đấu từ năm 1987.

| Mùa giải | Vô địch (số lần vô địch)   | Á quân                  | Vua phá lưới                                 |
| -------- | -------------------------- | ----------------------- | -------------------------------------------- |
| 1987     | Daewoo Royals (3)          | POSCO Atoms             | Choi Sang-Kuk (POSCO Atoms) (15 goals)       |
| 1988     | POSCO Atoms (5)            | Hyundai Horang-i        | Lee Kee-Keun (POSCO Atoms) (12)              |
| 1989     | Yukong Elephants (1)       | Lucky-Goldstar Hwangso  | Cho Keung-Yeon (POSCO Atoms) (20)            |
| 1990     | Lucky-Goldstar Hwangso (2) | Daewoo Royals           | Yoon Sang-Chul (Lucky-Goldstar Hwangso) (12) |
| 1991     | Daewoo Royals (4)          | Hyundai Horang-i        | Lee Kee-Keun (POSCO Atoms) (16)              |
| 1992     | POSCO Atoms (6)            | Ilhwa Chunma            | Lim Keun-Jae (LG Cheetahs) (10)              |
| 1993     | Ilhwa Chunma (1)           | LG Cheetahs             | Cha Sang-Hae (POSCO Atoms) (10)              |
| 1994     | Ilhwa Chunma (2)           | Yukong Elephants        | Yoon Sang-Chul (LG Cheetahs) (21)            |
| 1995     | Ilhwa Chunma (3)           | Pohang Atoms            | Roh Sang-Rae (Jeonnam Dragons) (15)          |
| 1996     | Ulsan Hyundai Horang-i (1) | Suwon Samsung Bluewings | Shin Tae-Yong (Cheonan Ilhwa Chunma) (18)    |
| 1997     | Pusan Daewoo Royals[A] (5) | Jeonnam Dragons         | Kim Hyun-Seok (Ulsan Hyundai Horangi) (9)    |

## K League(1998–2012)
- Giải đấu được chính thức đổi tên thành K-League năm 1998.

| Mùa giải | Vô địch (số lần vô địch)          | Á quân                  | Vua phá lưới                                  |
| -------- | --------------------------------- | ----------------------- | --------------------------------------------- |
| 1998     | Suwon Samsung Bluewings (1)       | Ulsan Hyundai Horang-i  | Yoo Sang-Chul (Ulsan Hyundai Horang-i) (14)   |
| 1999     | Suwon Samsung Bluewings[A][B] (2) | Pusan Daewoo Royals     | Saša Drakulić (Suwon Samsung Bluewings) (18)  |
| 2000     | Anyang LG Cheetahs (3)            | Bucheon SK              | Kim Do-Hoon (Seongnam Ilhwa Chunma) (12)      |
| 2001     | Seongnam Ilhwa Chunma (4)         | Anyang LG Cheetahs      | Sandro Cardoso (Suwon Samsung Bluewings) (13) |
| 2002     | Seongnam Ilhwa Chunma[B][C] (5)   | Ulsan Hyundai Horang-i  | Edmilson (Jeonbuk Hyundai Motors) (14)        |
| 2003     | Seongnam Ilhwa Chunma (6)         | Ulsan Hyundai Horang-i  | Kim Do-Hoon (Seongnam Ilhwa Chunma) (28)      |
| 2004     | Suwon Samsung Bluewings (3)       | Pohang Steelers         | Mota (Chunnam Dragons) (14)                   |
| 2005     | Ulsan Hyundai Horang-i (2)        | Incheon United          | Leandro Machado (Ulsan Hyundai Horang-i) (13) |
| 2006     | Seongnam Ilhwa Chunma (7)         | Suwon Samsung Bluewings | Woo Sung-Yong (Seongnam Ilhwa Chunma) (16)    |
| 2007     | Pohang Steelers (7)               | Seongnam Ilhwa Chunma   | Cabore (Gyeongnam FC) (18)                    |
| 2008     | Suwon Samsung Bluewings[C] (4)    | FC Seoul                | Dudu (Seongnam Ilhwa Chunma) (16)             |
| 2009     | Jeonbuk Hyundai Motors (1)        | Seongnam Ilhwa Chunma   | Lee Dong-Gook (Jeonbuk Hyundai Motors) (20)   |
| 2010     | FC Seoul[C] (4)                   | Jeju United             | Yoo Byung-Soo (Incheon United) (22)           |
| 2011     | Jeonbuk Hyundai Motors (2)        | Ulsan Hyundai           | Dejan Damjanović (FC Seoul) (23)              |
| 2012     | FC Seoul (5)                      | Jeonbuk Hyundai Motors  | Dejan Damjanović (FC Seoul) (31)              |

## K League Classic(2013–nay)
| Mùa giải | Vô địch (số lần vô địch)   | Á quân                  | Vua phá lưới                          |
| -------- | -------------------------- | ----------------------- | ------------------------------------- |
| 2013     | Pohang Steelers (8)        | Ulsan Hyundai           | Dejan Damjanović (FC Seoul) (19)      |
| 2014     | Jeonbuk Hyundai Motors (3) | Suwon Samsung Bluewings | Santos (Suwon Samsung Bluewings) (14) |
| 2015     | Jeonbuk Hyundai Motors (4) | Suwon Samsung Bluewings | Kim Shin-wook (Ulsan Hyundai) (18)    |

## Tổng số chức vô địch
- Ở Hàn Quốc, kết quả trong kỷ nguyên chuyên nghiệp thường được chấp nhận. Kết quả thi đấu toàn bộ không được đề cập đến.

### Từ trước tới nay (1964–nay)
- Đậm hiện đang thi đấu tại các giải đấu thuộc Hệ thống các giải bóng đá Hàn Quốc.
- Nghiêng chỉ đồng vô địch hoặc đồng á quân.
- s nghĩa là mùa xuân còn a nghĩa là mùa thu.

| Câu lạc bộ                                                | Vô địch | Á quân | Mùa vô địch                                      | Mùa á quân                               |
| --------------------------------------------------------- | ------- | ------ | ------------------------------------------------ | ---------------------------------------- |
| Pohang Steelers                                           | 8       | 5      | 1975s, 1981a, 1982, 1986, 1988, 1992, 2007, 2013 | 1977, 1985, 1987, 1995, 2004             |
| Seongnam FC                                               | 7       | 3      | 1993, 1994, 1995, 2001, 2002, 2003, 2006         | 1992, 2007, 2009                         |
| FC Seoul                                                  | 5       | 5      | 1985, 1990, 2000, 2010, 2012                     | 1986, 1989, 1993, 2001, 2008             |
| Busan IPark                                               | 5       | 3      | 1981s, 1984, 1987, 1991, 1997                    | 1983, 1990, 1999                         |
| Quân đội (bao gồm Hậu cần Quân đội)                       | 4       | 5      | 1968a, 1974a, 1977, 1980s                        | 1973a, 1974s, 1975s, 1979s, 1981a        |
| Suwon Samsung Bluewings                                   | 4       | 4      | 1998, 1999, 2004, 2008                           | 1996, 2006, 2014, 2015                   |
| Công ty Wolfram Hàn Quốc                                  | 4       | 3      | 1965s, 1965a, 1966a, 1968s                       | 1964a, 1969s, 1970s                      |
| Jeonbuk Hyundai Motors                                    | 4       | 1      | 2009, 2011, 2014, 2015                           | 2012                                     |
| Tập đoàn Điện lực Hàn Quốc                                | 3       | 2      | 1965s, 1967a, 1969s                              | 1966s, 1968s                             |
| Seoul Trust Bank FC (including Korea Trust Bank FC)       | 3       | 2      | 1971s, 1973a, 1976s                              | 1970a, 1971a                             |
| Công nghiệp Cheil                                         | 3       | 1      | 1964s, 1968a, 1970s                              | 1967a                                    |
| Công ty Dệt may Keumseong                                 | 3       | 0      | 1964s, 1964a, 1965s                              |                                          |
| Cảnh sát (bao gồm Sở Cảnh sát Seoul Sở Cảnh sát Quốc gia) | 3       | 0      | 1966s, 1966a, 1967s                              |                                          |
| Ulsan Hyundai                                             | 2       | 7      | 1996, 2005                                       | 1988, 1991, 1998, 2002, 2003, 2011, 2013 |
| Thủy quân lục chiến                                       | 2       | 2      | 1971a, 1973s                                     | 1972s, 1972a                             |
| Korea Housing & Commercial Bank FC                        | 2       | 1      | 1972s, 1972a                                     | 1971s                                    |
| Ngân hàng Chohung                                         | 2       | 1      | 1970a, 1974s                                     | 1971a                                    |
| Seoul City FC                                             | 2       | 1      | 1978s, 1980s                                     | 1978a                                    |
| Công ty Bảo hiểm Ô tô Hàn Quốc                            | 2       | 1      | 1978a, 1980a                                     | 1975a                                    |
| Ngân hàng Công nghiệp Hàn Quốc                            | 2       | 0      | 1975a, 1979s                                     |                                          |
| Jeju United                                               | 1       | 4      | 1989                                             | 1984, 1994, 2000, 2010                   |
| Ngân hàng Ngoại hối Hàn Quốc                              | 1       | 1      | 1976s                                            | 1971s                                    |
| Hải quân                                                  | 1       | 1      | 1978s                                            | 1981s                                    |
| Ngân hàng Thương mại Hàn Quốc                             | 1       | 0      |                                                  | 1974a                                    |
| Không quân                                                | 1       | 0      |                                                  | 1980a                                    |
| Hallelujah FC                                             | 1       | 0      |                                                  | 1983                                     |
| Ngân hàng Kookmin                                         | 0       | 2      |                                                  | 1973s, 1982                              |
| Tập đoàn Than Hàn Quốc                                    | 0       | 1      |                                                  | 1965a                                    |
| Xi măng Ssangyong                                         | 0       | 1      |                                                  | 1967s                                    |
| Chunnam Dragons                                           | 0       | 1      |                                                  | 1997                                     |
| Incheon United                                            | 0       | 1      |                                                  | 2005                                     |

### Kỷ nguyên chuyên nghiệp (1983–nay)
- Nguyên tắc thống kê chính thức của K League là câu lạc bộ sau cùng nhận kết quả và lịch sử của câu lạc bộ tiền thân.[5]

| Câu lạc bộ              | Vô địch | Á quân | Mùa vô địch                              | Mùa á quân                               |
| ----------------------- | ------- | ------ | ---------------------------------------- | ---------------------------------------- |
| Seongnam FC             | 7       | 3      | 1993, 1994, 1995, 2001, 2002, 2003, 2006 | 1992, 2007, 2009                         |
| FC Seoul                | 5       | 5      | 1985, 1990, 2000, 2010, 2012             | 1986, 1989, 1993, 2001, 2008             |
| Pohang Steelers         | 5       | 4      | 1986, 1988, 1992, 2007, 2013             | 1985, 1987, 1995, 2004                   |
| Suwon Samsung Bluewings | 4       | 4      | 1998, 1999, 2004, 2008                   | 1996, 2006, 2014, 2015                   |
| Busan IPark             | 4       | 3      | 1984, 1987, 1991, 1997                   | 1983, 1990, 1999                         |
| Jeonbuk Hyundai Motors  | 4       | 1      | 2009, 2011, 2014, 2015                   | 2012                                     |
| Ulsan Hyundai           | 2       | 7      | 1996, 2005                               | 1988, 1991, 1998, 2002, 2003, 2011, 2013 |
| Jeju United             | 1       | 4      | 1989                                     | 1984, 1994, 2000, 2010                   |
| Hallelujah FC           | 1       | 0      | 1983                                     |                                          |
| Jeonnam Dragons         | 0       | 1      |                                          | 1997                                     |
| Incheon United          | 0       | 1      |                                          | 2005                                     |

### Theo Thành phố/Khu vực (1987-nay)
- Từ mùa 1987: K League sử dụng hệ thống đá sân nhà sân khách.

| Thành phố / Khu vực | Danh hiệu | Câu lạc bộ                                             |
| ------------------- | --------- | ------------------------------------------------------ |
| Seoul               | 6         | Lucky-Goldstar Hwangso (1990), FC Seoul (2010, 2012)   |
| Seoul               | 6         | Ilhwa Chunma (1993, 1994, 1995)                        |
| Pohang              | 4         | POSCO Atoms (1988, 1992), Pohang Steelers (2007, 2013) |
| Suwon               | 4         | Suwon Samsung Bluewings (1998, 1999, 2004, 2008)       |
| Seongnam            | 4         | Seongnam Ilhwa Chunma (2001, 2002, 2003, 2006)         |
| Jeonbuk             | 4         | Jeonbuk Hyundai Motors (2009, 2011, 2014, 2015)        |
| Busan               | 2         | Daewoo Royals (1991), Pusan Daewoo Royals (1997)       |
| Ulsan               | 2         | Ulsan Hyundai (1996, 2005)                             |
| Anyang              | 1         | Anyang LG Cheetahs (2000)                              |
| Busan+Gyeongnam     | 1         | Daewoo Royals (1987)                                   |
| Incheon+Gyeonggi    | 1         | Yukong Elephants (1989)                                |

### Theo tỉnh (1987-nay)
- Từ mùa 1987: K League sử dụng hệ thống đá sân nhà sân khách.

| Tỉnh             | Danh hiệu | Thành phố / Khu vực  | Câu lạc bộ                                             |
| ---------------- | --------- | -------------------- | ------------------------------------------------------ |
| Vùng thủ đô      | 16        | (6) Seoul            | Lucky-Goldstar Hwangso (1990), FC Seoul (2010, 2012)   |
| Vùng thủ đô      | 16        | (6) Seoul            | Ilhwa Chunma (1993, 1994, 1995)                        |
| Vùng thủ đô      | 16        | (4) Suwon            | Suwon Samsung Bluewings (1998, 1999, 2004, 2008)       |
| Vùng thủ đô      | 16        | (4) Seongnam         | Seongnam Ilhwa Chunma (2001, 2002, 2003, 2006)         |
| Vùng thủ đô      | 16        | (1) Anyang           | Anyang LG Cheetahs (2000)                              |
| Vùng thủ đô      | 16        | (1) Incheon+Gyeonggi | Yukong Elephants (1989)                                |
| Vùng Gyeongsang  | 9         | (4) Pohang           | POSCO Atoms (1988, 1992), Pohang Steelers (2007, 2013) |
| Vùng Gyeongsang  | 9         | (2) Busan            | Daewoo Royals (1991), Pusan Daewoo Royals (1997)       |
| Vùng Gyeongsang  | 9         | (2) Ulsan            | Ulsan Hyundai Horang-i (1996, 2005)                    |
| Vùng Gyeongsang  | 9         | (1) Busan+Gyeongnam  | Daewoo Royals (1987)                                   |
| Vùng Jeolla      | 4         | (4) Jeonbuk          | Jeonbuk Hyundai Motors (2009, 2011, 2014, 2015)        |
| Vùng Chungcheong | 0         |                      |                                                        |
| Vùng Gangwon     | 0         |                      |                                                        |
| Vùng Jeju        | 0         |                      |                                                        |